# Retortenhaus am Gasometer Schöneberg

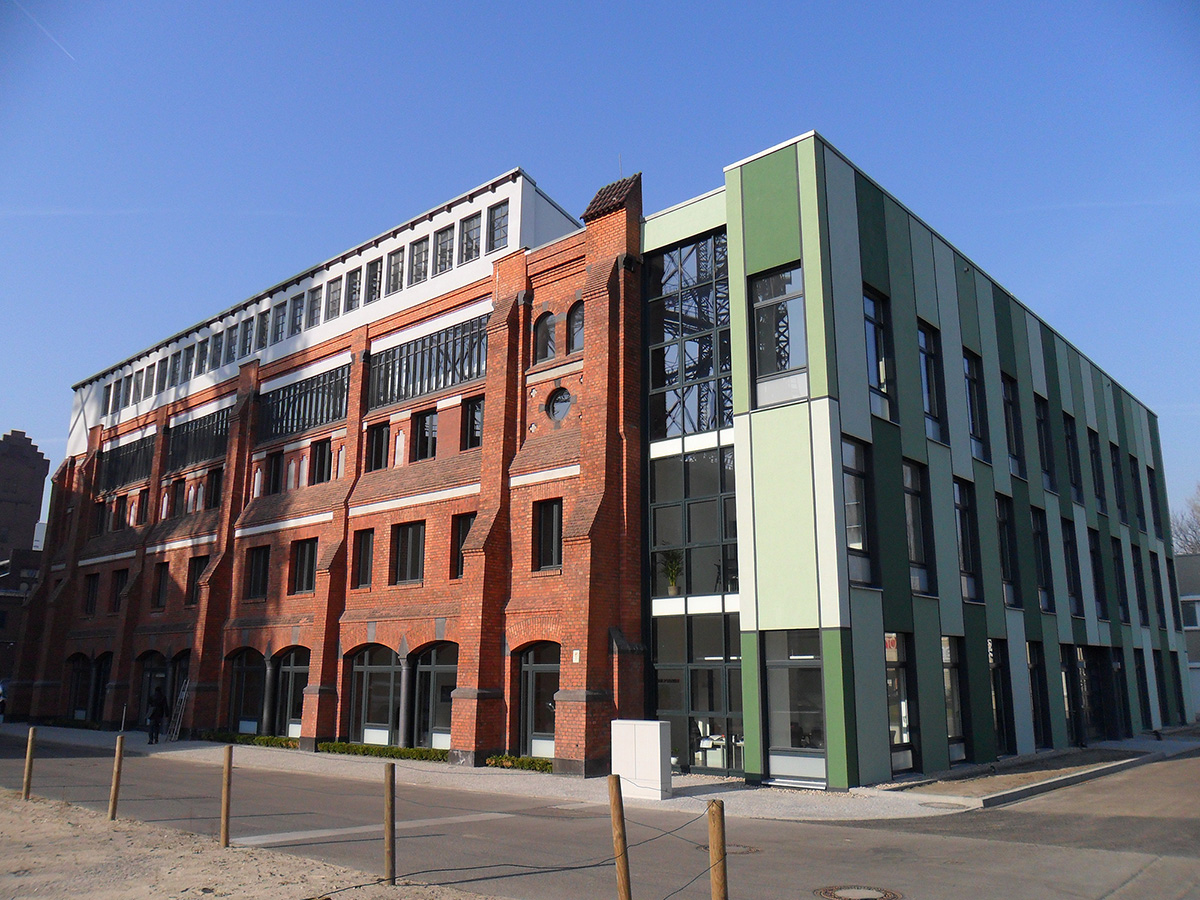
Grundsaniertes Retortenhaus am Gasometer Schöneberg, 2011

Das Retortenhaus am Gasometer Schöneberg (auch: Messel-Retortenhaus oder umgangssprachlich Messelbau) ist ein Gebäude des ehemaligen Gaswerks im Berliner Ortsteil Schöneberg auf dem heutigen EUREF-Campus. Es wurde Ende des 19. Jahrhunderts von dem deutschen Architekten Alfred Messel geplant und erbaut. Heute ist nur noch der Ostteil erhalten, der seit 1994 als Teil der Gesamtanlage unter Denkmalschutz steht und 2010/2011 grundsaniert wurde. Das Gebäude befindet sich am Fuße des 1908–1910 errichteten Gasometers Schöneberg.

## Bau, Urzustand und Erstnutzung (1889–1945)
Die Imperial Continental Gas Association beauftragte Alfred Messel 1889 mit dem Bau mehrerer Versorgungsgebäude der Schöneberger Gasanstalt. Darunter befand sich auch ein Gebäudekomplex, der die Retorten-Anlage des Gaswerks beinhalten sollte. Damit oblag die Außengestaltung einem namhaften deutschen Architekten, der bereits durch den Bau von Wohn- und Geschäftshäusern auf sich aufmerksam gemacht hatte. Das Retortenhaus wurde 1891 fertiggestellt und von Messel im Stil der märkischen Backsteingotik ausgeschmückt. In dem Gebäude wurde Rohr- bzw. Stadtgas erzeugt. Es war ursprünglich eingeschossig und ist bis heute nicht unterkellert.
In der erhalten gebliebenen Osthälfte entstanden seit den 1920er Jahren zusätzliche Geschossflächen mit Lager- und Werkstätten. Die Ofenanlagen wurden abgebrochen und Fassadenöffnungen geschlossen.

## Kriegszerstörung und Zwischennutzung (1945–2009)
Im Zweiten Weltkrieg wurde die Westhälfte des Retortenhauses stark zerstört. In den 1960er Jahren baute man das Haus grundlegend um. Es entstanden weitere Büroräume. Die verbliebenen Reste des westlichen Gebäudeteils wurden 1980 endgültig abgerissen. Die andere Hälfte des Gebäudes nutzte das Berliner Gasunternehmen GASAG noch bis 2009 als Ausbildungswerkstatt und Ausgabestelle für Gaszähler.

## Sanierung und neue Nutzung (seit 2009)
Von 2010 bis 2011 wurde das Retortenhaus durch die EUREF AG des Architekten Reinhard Müller grundlegend saniert. Die Nord- und Westfassade des Hauses wurde dabei komplett neu gestaltet. Seit Anfang 2011 wird es durch ein biogasbetriebenes Blockheizkraftwerk im Nachbarhaus (ehemaliges Kesselhaus) mit Strom und Wärme versorgt. Es gilt als erstes CO2-neutrales Bürogebäude in Berlin.
Im Erdgeschoss befand sich von 2010 bis April 2019 das Innovationszentrum für Mobilität und gesellschaftlichen Wandel (InnoZ), das hier die Plattform elektroMobilität betrieb. In der Plattform war das Projekt BeMobility zur Integration von Elektromobilität in den öffentlichen Verkehr angesiedelt. In den beiden Obergeschossen befinden sich derzeit (Stand: 2020) noch vorwiegend Einrichtungen aus dem Bau- und Energiebereich. Ende 2020 sollen die Agentur für Erneuerbare Energien, der Bundesverband Erneuerbare Energie, der Bundesverband Deutscher Wasserkraftwerke, der Bundesverband Solare Mobilität, der Bundesverband Solarwirtschaft, der Bundesverband WindEnergie, die Fördergesellschaft Erneuerbare Energien e. V. sowie der Fachverband Biogas und die im Hauptstadtbüro Bioenergie zusammengeschlossenen Verbände das Gebäude beziehen.